# Prêmio Elon Lages Lima
O Prêmio Elon Lages Lima é uma distinção instituída conjuntamente pela SBM e pela SBMAC em homenagem a Elon Lages Lima, ex-diretor e pesquisador emérito do IMPA, que se dedicou à criação de uma literatura matemática em língua portuguesa.

## O homenageado
Elon Lages Lima sempre teve a vocação de escritor.
Minha dúvida, quando tinha dezessete ou dezoito anos, era entre escrever peças de teatro ou novelas. Acabei escrevendo livros de Matemática.— Elon Lages Lima em entrevista publicada na RMU Nº 9 (1989), p. 50
Elon foi um dos mais importantes e prolíficos autores de livros de Matemática no país. Ele deu contribuição fundamental à literatura matemática brasileira, com mais de 40 livros, e recebeu duas vezes o Prêmio Jabuti de Ciências Exatas, da Câmara Brasileira do Livro.
Eu fiquei realmente convencido de que criar uma bibliografia na língua materna ajuda a atrair jovens para a causa da Matemática. Fiquei com aquela ideia na cabeça, que eu tinha que escrever livros de matemática para poder ampliar o número de pessoas que a cultivam.— Elon Lages Lima em entrevista publicada na RMU Nº 33 (2002), p. 101
No IMPA, idealizou e dirigiu as coleções Projeto Euclides e Matemática Universitária.
A língua que a gente fala é o português. Sempre achei que mesmo o estudante que fala perfeitamente outro idioma se sente mais confortável lendo um livro de Matemática na própria língua. Se você é um jovem estudante brasileiro e lê um livro em português, escrito por um autor brasileiro ou um autor estrangeiro que viva no Brasil, você sente que tem chance de continuar sua carreira. Mas se todos os livros que você lê são em línguas estrangeiras, pode chegar a pensar que a matemática é coisa de países altamente desenvolvidos e que como brasileiro não tem chance.— Elon Lages Lima em entrevista publicada na RMU Nº 9 (1989), p. 42-43

## Objetivo do prêmio
O prêmio tem o objetivo de valorizar, promover e estimular a produção de obras (na forma de monografias, textos introdutórios e, preferencialmente, livros-texto) escritas por autores brasileiros (ou que atuem profissionalmente no Brasil) que sejam dedicadas à formação e à difusão de conhecimentos nas diversas áreas da Matemática e Aplicações.

## Ganhadores
| Edição | Ano de Premiação | Título da Obra                                | Autor                                                                                                  | Resumo de premiação |
| ------ | ---------------- | --------------------------------------------- | --- | --- |
| 1ª     | 2019             | Teoria Computacional de Grafos: Os algoritmos | Jayme Luiz Szwarcfiter                                                                                 | "Trata-se de um livro amplamente utilizado, sobre um tema de forte apelo em razão da necessidade premente de formação básica em Ciência de Dados. Pelo seu tratamento, que combina rigor na exposição sem descuidar das aplicações, que mescla temas de pesquisa ativa (em aspectos “ puros” e “aplicados”) a implementações computacionais escritas em linguagens de programação bastante atuais, o livro é um exemplo da prolífica interação entre os aspectos da Matemática representados pelas duas Sociedades." |
| 2ª     | 2020             | Álgebra Geométrica e Aplicações               | Leandro Augusto Frata Fernandes, Carlile Lavor e Manuel Menezes de Oliveira Neto                       | O livro apresenta Álgebra Geométrica de modo acessível para aqueles que nunca tiveram contato com o tema, exigindo apenas conhecimentos básicos de Álgebra Linear e destacando que a Álgebra Geométrica pode ser uma nova maneira de se compreender vários conceitos geométricos e resolver problemas associados aos mesmos. De acordo com a comissão avaliadora do prêmio, "Trata-se de um livro exemplar no que promove de integração entre temas diferentes da Matemática e desses com aplicações relevantes. Pelo seu tratamento, que combina rigor na exposição sem descuidar das aplicações, que mescla temas de pesquisa ativa (em aspectos 'puros' e 'aplicados') a implementações computacionais, o livro é um exemplo bem acabado da prolífica interação entre os aspectos da Matemática representados pelas duas Sociedades (SBM e SBMAC)." |
| 3ª     | 2023             | Combinatória                                  | Fábio Botler, Maurício Collares, Taísa Martins, Walner Mendonça, Rob Morris e Guilherme Oliveira Mota. | A obra apresenta um rigor matemático, além de apresentar exemplos e ilustrações para facilitar a compreensão dos leitores e atrair novos alunos para a área. |